# Trappeaceae
Trappeaceae es una familia de hongos similares a las trufas en el orden Hysterangiales. La familia contiene dos géneros y cuatro especies.

## Géneros
Contiene los siguientes géneros:
- Phallobata
- Trappea